# Seznam biskupů a arcibiskupů v arcidiecézi Ottawa-Cornwall

## Biskuové v Bytownu
- Joseph-Eugène-Bruno Guigues OMI, 1847–1860

## Biskupové ottawští
- Joseph-Eugène-Bruno Guigues OMI, 1860–1874
- Joseph-Thomas Duhamel, 1874–1886

## Arcibiskupové ottawští
- Joseph-Thomas Duhamel, 1886–1909
- Charles-Hugues Gauthier, 1910–1922
- Joseph-Médard Émard, 1922–1927
- Joseph-Guillaume-Laurent Forbes, 1928–1940
- Alexandre Vachon, 1940–1953
- Marie-Joseph Lemieux OP, 1953–1966
- Joseph-Aurèle Plourde, 1967–1989
- Marcel André Gervais, 1989–2007
- Terrence Prendergast SJ, 2007-2020

## Arcibiskupové ottawsko-cornwallští
- Terrence Prendergast SJ, 2020
- Marcel Damphousse, od 2020